# Murat Topal

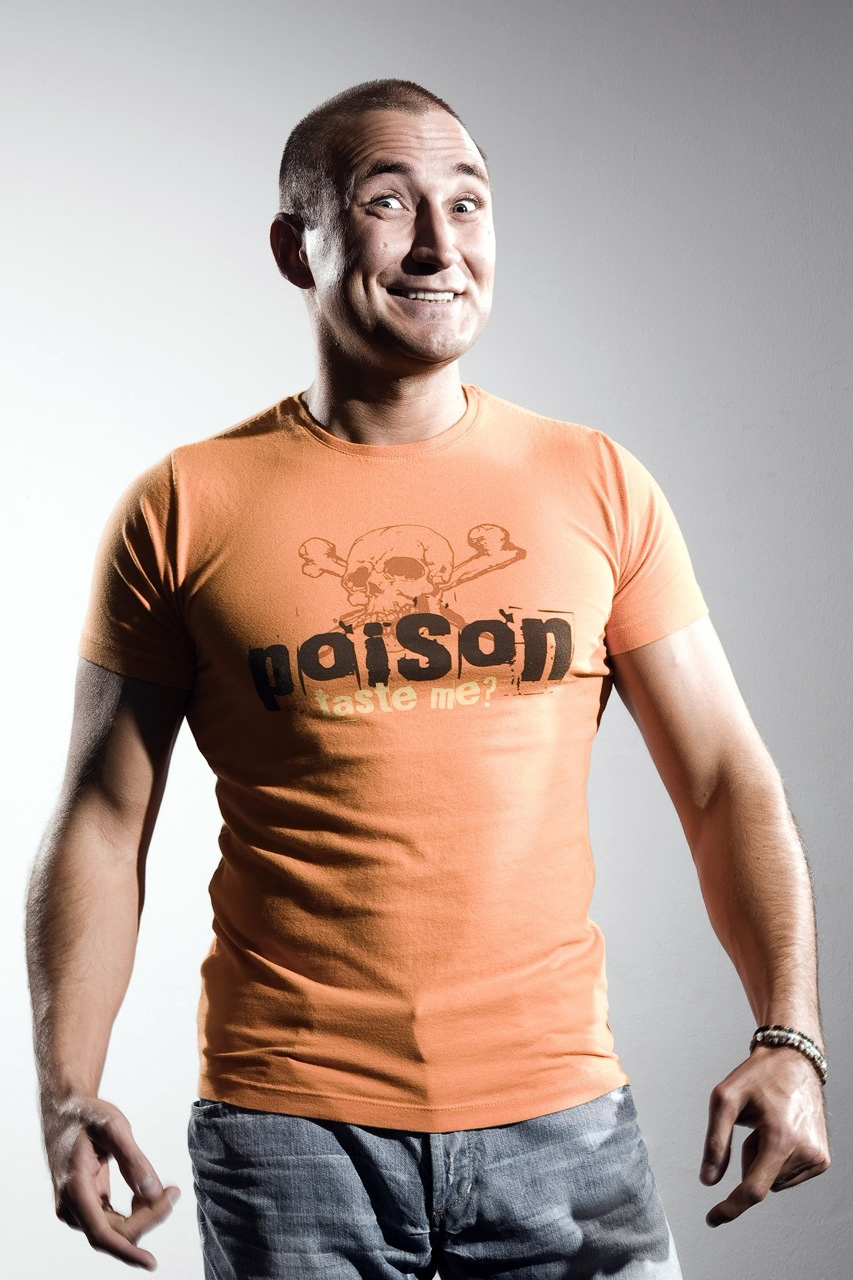
Murat Topal (2007)

Murat Topal (* 1975 in West-Berlin) ist ein deutscher Komiker und Kabarettist.

## Leben und Wirken
Topal wuchs in Berlin-Neukölln als Kind einer deutschen Mutter und eines türkischstämmigen Vaters auf. Er besuchte zunächst die Polizeischule und arbeitete von 1996 bis 2005 als Polizeibeamter in Berlin-Kreuzberg; später folgte eine Zusatzausbildung an der Stunt- und Schauspielschule Düsseldorf.
In den Anfängen seiner Kabarett-Karriere trat er nebenberuflich auf. Nach kleineren Fernsehauftritten in seiner Rolle als Kreuzberger Polizist in den Jahren 2004 und 2005 bei Fernsehsendungen wie Nightwash, Freitag Nacht News oder Quatsch Comedy Club folgte 2005 die Premiere seines ersten abendfüllenden Programms Getürkte Fälle – ein Cop packt aus mit einem sechswöchigen Gastspiel in der ufaFabrik Berlin.
2006 war Topal, der nun auf Wunsch befristet vom Polizeidienst freigestellt wurde, Gast in der Kabarett-Sendung Mitternachtsspitzen und in der Scheibenwischer-Gala Ende 2006. 2007 beendete er die Beamtenlaufbahn. 2008 folgte sein zweites Soloprogramm Tschüssi Copski! Ein Cop packt ein, mit dem er auf Deutschlandtour ging. Inzwischen zeigt er auch ein 5-Jahre-Best-of Topal Total. Topal schlüpft mit starker körperlicher Präsenz und sprachlicher Wandlungsfähigkeit in zahlreiche Typen, die ihm als Polizeibeamter täglich mit Kreuzberg/Neukölln-Bezug begegneten, und erzählt Geschichten, die z. T. das Leben schrieb.
Topal engagiert sich zusammen mit ehemaligen Polizei-Kollegen im Projekt „Stopp Tokat“ gegen Gewalt an Friedrichshain-Kreuzberger Schulen und ist ferner Botschafter der Einrichtung Notinsel. Er war mehrfach Gast bei TV-Talkshows zu Themen wie Integration oder Gewalt. 2015 kehrte er in den Polizeivollzugsdienst der Polizei Berlin zurück.
2012 war er der Moderator von Quiz Taxi Reloaded.
Topal lebt in Berlin-Britz.

## Auszeichnungen
- 2005: Heilbronner Lorbeeren im Bereich Comedy

## Auftritte
Gast in Radio- und TV-Sendungen

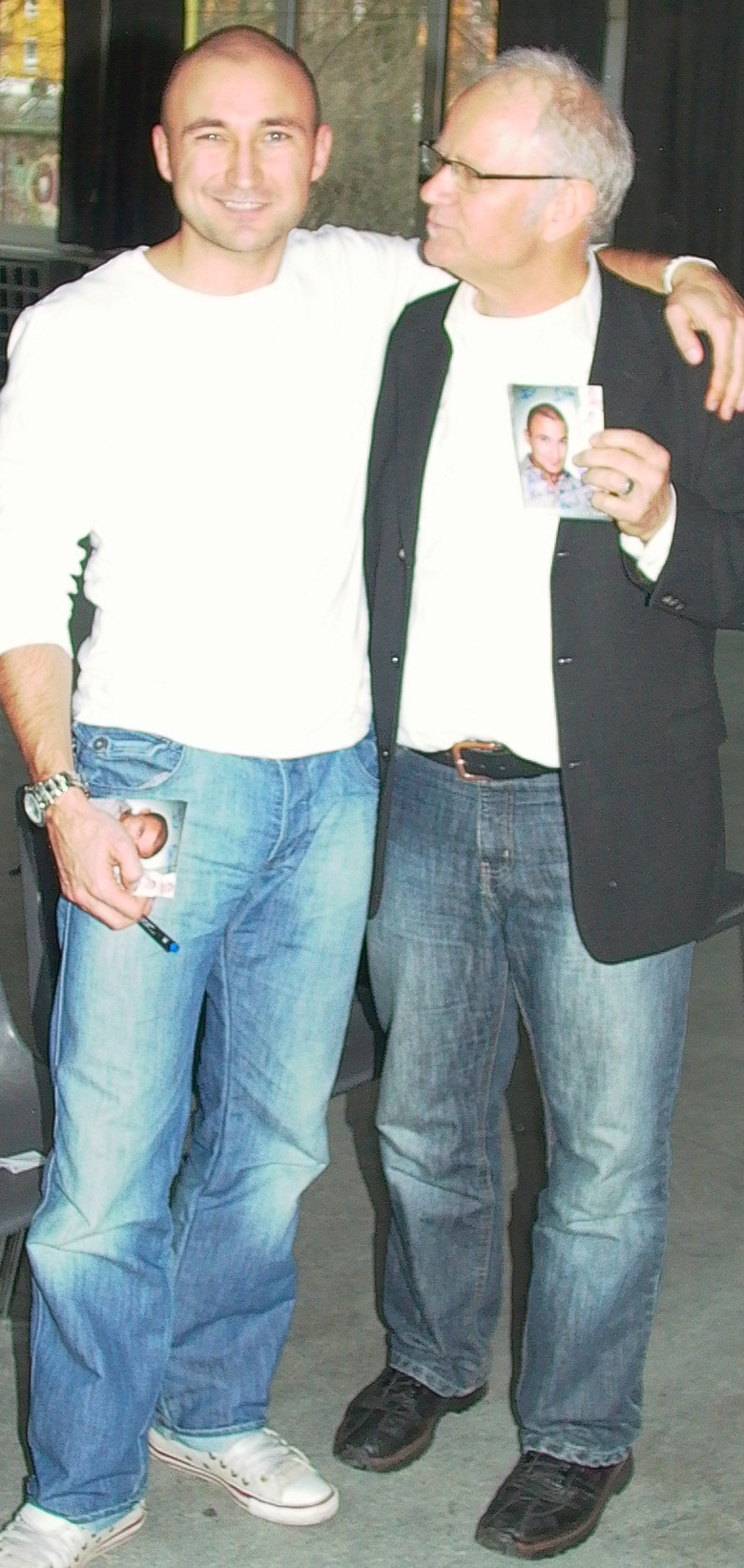
2009: Manfred Günther stellt den Komiker seinen Kreuzberger Schul-Mediatoren vor

- 2005 Alles muß raus, 3 Sat; Quatsch Comedy Club, Pro7; 2005 Nightwash, WDR; Freitag Nacht News, RTL.
- 2006 Mitternachtsspitzen, WDR; Scheibenwischer, ARD
- 2006 Deutsch-Türkisch, Türkisch-Deutsch, 3sat
- 2007 Bannmeile, 3sat; NDR Talk Show; Niels Ruf Show, Sat.1 Comedy; RTL Comedy-Nacht
- 2008 Nightwash Special, Comedy Central; Herr J., rbb Abendschau; Polizeiruf Topal, Radio Funkhaus Europa; TV Total, Pro 7
- 2009  Comedy Jam , Jam FM; Comedy-Camp , Radio NRW; Fun(k)haus, WDR
- 2010 Stadtgespräch, HR; Verstehen Sie Spaß, SWR
- 2011 Arosa Humor-Festival, SF
- 2012 Quiz Taxi, kabel eins

Film: Kino
- 2008: Morgen, ihr Luschen! Der Ausbilder-Schmidt-Film

## CD/DVD
- 2005: Getürkte Fälle – Ein Cop packt aus! (CD und mp3)
- 2006: Polizeiruf Topal (mp3-Download)
- 2007: Getürkte Fälle – Ein Cop packt aus! (DVD)
- 2008: Tschüssi Copski! – Ein Cop packt ein (CD)
- 2012: "Quiz-Taxi" Kabeleins

## Schriften
- Polizei für Anfänger. Das ultimative Buch für Ordnungshüter, Gesetzesbrecher und sonstige Normalbürger. Lappan Verlag, Oldenburg 2008, ISBN 978-3-8303-3182-7.
- Der Bülle von Kreuzberg. Aus dem Leben eines deutsch-türkischen Polizisten. Ullstein Verlag, Berlin 2010, ISBN 978-3-548-37291-4.
- Neukölln – Endlich die Wahrheit. be.bra verlag, Berlin 2011, ISBN 978-3-8148-0182-7.
- Berlin. Ich hab noch einen Döner an der Spree – ein Heimatbuch. Conbook Verlag, Meerbusch 2011, ISBN 978-3-934918-84-9.